# Сацюк, Владимир Николаевич
Владимир Николаевич Сацюк (род. 11 марта 1963, Малин, УССР, СССР) — украинский государственный деятель, экс-первый заместитель главы СБУ (2004), депутат Верховной Рады III и IV созывов. Генерал-майор Федеральной службы безопасности. Советник директора ФСБ России (2005—2011). Подозреваемый в деле отравления Ющенко.

## Биография
Родился 11 марта 1963 года в городке Малин (Житомирская область).
В 1987 году окончил Киевское высшее общевойсковое командное училище им. М. Фрунзе, «Военная тактическая разведка».
В 1997 г. — Межотраслевой институт последипломного образования, «Правоведение».
В 1982—1994 гг. — служба в армии.
В 1994—1996 гг. — заместитель директора СП «Тавр», г. Киев.
В 1996—1998 гг. — генеральный директор, президент ЗАО «Укррос», г. Киев.
С мая 1999 г. — председатель совета АКБ «Украина».
С 1998 по 2005 Народный депутат Украины III и IV созывов, был выдвинут избирательным блоком политических партий «Демократическая партия Украины — партия» Демократический союз" от Житомирской области. В феврале 2004 года вошел во фракцию СДПУ (о).
Председатель подкомитета по авиационному транспорту Комитета по вопросам строительства, транспорта, жилищно-коммунального хозяйства и связи Верховной рады Украины с июня 2002 года по 2004 год.
Параллельно с депутатской деятельностью в 2004 году (апрель — декабрь) был первым заместителем председателя Службы безопасности Украины.

## ОтравлениеВиктора Ющенко
5 сентября 2004 года, Виктор Ющенко будучи кандидатом в президенты, встречался с руководством Службы безопасности Украины за ужином на даче бывшего заместителя главы СБУ Владимира Сацюка, после чего почувствовал недомогание и 10 сентября был госпитализирован в венскую клинику.
Врачи заявили, что Ющенко был отравлен диоксином, причем яд попал в организм пациента примерно за пять дней до госпитализации. Позже был проведен ряд экспертиз. Повторная экспертиза в конце мая 2006 года подтвердила факт наличия диоксина в организме Ющенко. В конце 2009 года Ющенко заявил, что непосредственные организаторы отравления — Владимир Сацюк.
Сацюк отрицает свою причастность к отравлению тогдашнего кандидата на пост президента Украины. Игорь Смешко тоже не раз отрицал версию, которой придерживается Ющенко, что отравление произошло на даче Сацюка. Кроме того, он утверждает, что и факт отравления юридически не установлен.

## Переезд в Россию
В 2007 году Ющенко своим указом лишил Сацюка звания генерал-майора. Вскоре Сацюк перешёл на службу в ФСБ, работал советником директора ФСБ России и был восстановлен в звании генерал-майора. В 2012 переехал обратно в Украину, и баллотировался в Верховную раду по 62 округу.